# Закон України «Про національну безпеку України»
Закон України «Про національну безпеку України» — чинний законодавчий документ, який визначає і розмежовує повноваження державних органів у сферах національної безпеки та оборони, а також визначає серед фундаментальних національних інтересів здобуття членства в ЄС і НАТО.

## Запровадження
Підписаний президентом України Петром Порошенком на засіданні Ради з національної безпеки та оборони 5 липня 2018 року.

## Основні принципи
- Верховенство права, підзвітність, законність, прозорість та дотримання засад демократичного цивільного контролю за функціонуванням сектору безпеки і оборони та застосуванням сили;

- Дотримання норм міжнародного права, участь в інтересах України у міжнародних зусиллях з підтримання миру і безпеки, міждержавних системах та механізмах міжнародної колективної безпеки;

- Розвиток сектору безпеки і оборони як основного інструменту реалізації державної політики у сферах національної безпеки і оборони.

## Фундаментальні національні інтереси України
- Державний суверенітет і територіальна цілісність, демократичний конституційний лад, недопущення втручання у внутрішні справи України;

- Сталий розвиток національної економіки, громадянського суспільства і держави для забезпечення зростання рівня та якості життя населення;

- Інтеграція України в європейський політичний, економічний, безпековий, правовий простір, набуття членства в Європейському Союзі та в Організації Північноатлантичного договору, розвиток рівноправних взаємовигідних відносин з іншими державами.

- Державна політика у сферах національної безпеки і оборони спрямовується на забезпечення воєнної, зовнішньополітичної, державної, економічної, інформаційної, екологічної безпеки, кібербезпеки України тощо.

- Загрози національній безпеці України та відповідні пріоритети державної політики у сферах національної безпеки і оборони визначаються у Стратегії національної безпеки України, Стратегії воєнної безпеки України, Стратегії кібербезпеки України, інших документах з питань національної безпеки і оборони, які схвалюються Радою національної безпеки і оборони України і затверджуються указами Президента України.